# Помощнички
«Помощнички» (англ. Paramedics) — американский художественный фильм 1988 года, комедия режиссёра Стюарта Марголина. Главные роли в этой кинокомедии о медицинских санитарах исполнили Джордж Ньюберн, Кристофер Макдональд, Элэйн Уилкес, Лоуренс Хилтон-Джейкобс и Джавьер Грайеда. Премьера фильма состоялась в июне 1988 года в США.

## Сюжет
Два друга Аптаун и Безумный Майк работают санитарами в скорой медицинской помощи. Друзья очень шумные и взбалмошные и порядком уже надоели своему шефу Прескотту. Он решает их наказать и отправляет друзей с лёгкого центрального района в южную часть города, где условия работы намного тяжелее.
Но парни и там не обходятся без своих шуточек, пытаясь справиться с тяжёлой работой. Это им успешно удаётся, к тому же они раскрывают преступную деятельность одной из бригад врачей, которые убивали тяжело больных пациентов, для того чтобы продать их внутренние органы на чёрном рынке.

## В ролях
- Джордж Ньюберн — Аптаун
- Кристофер Макдональд — Безумный Майк
- Лоуренс Хилтон-Джейкобс — бегущий по лезвию
- Элэйн Уилкес — Саванна
- Джавьер Грайеда — Бэнни
- Джеймс Нобль — шеф Вилкинс
- Джон Райан — капитан Прескотт
- Джон Плешетт — доктор Лидо
- Лиди Дениер — Лиетт
- Рэй Уолстон — жертва сердечного приступа
- Карен Уиттер — опасная девушка

## Другие названия
- Paramedics — Die Chaoten von der Ambulanz
- Paramedici
- Los Locos de la ambulancia
- Academia de Enfermeiros